# Регионални центар за професионални развој запослених у образовању у Смедереву
Регионални центар за професионални развој запослених у образовању у Смедереву има улогу едукације запослених у просвети. Регионални центар Смедерево пружа изванредне услове за организацију семинара, трибина, симпозијума и осталих видова стручног усавршавања, презентација и сличног.

## Оснивање
До пре неколико година, када би се говорило о процесу образовања, пре свега би се мислило на подучавање ђака/студената. Међутим, у овом процесу од велике важности је и усавршавање запослених у образовању.
Улогу координатора едукације запослених у образовању имају регионални центри за професионални развој запослених у образовању. Законом о основама система образовања и васпитања предвиђено је да јединица регионалне аутономије, односно јединица локалне самоуправе, може самостално или у сарадњи са другим јединицама локалне самоуправе да оснује центар за стручно усавршавање. У остваривању својих делатности центар је дужан да поштује опште принципе и циљеве образовања и васпитања који су дефинисани у споменутом закону.
Град Смедерево добио је привилегију да може да формира такав центар, као и да га, уз помоћ и донацију Владе Швајцарске, опреми свим оним што је потребно за унапређивање процеса образовања и васпитања. Помоћ се заснива на Међудржавном уговору потписаном између влада двеју држава у области унапређења образовања и васпитања. (Треба напоменути да ова помоћ није једнократна, већ ће Влада Швајцарске Конфедерације и наредних неколико година континуирано обезбеђивати средства за опремање центра).

## Задаци
Задаци Центра за професионални развој запослених у образовању у Смедереву су : 
- анализа потреба за стручним усавршавањем, планирање обуке и других видова стручног усавршавања,
- помоћ при креирању програма, праћење примене различитих облика стручног усавршавања,
- сарадња са Центром за професионални развој, Заводом за унапређивање васпитања и образовања, локалном заједницом, школском управом и васпитно-образовним установама.

На основу свега наведеног, анализира се понуда програма и организовање семинара и других облика стручног усавршавања. Током свих активности Центра, формира се и одржава база података. Регионални центар је и ресурсни центар јер се у њему налази библиотека са стручном литературом, методичко-дидактичким, педагошко-психолошким, видео и аудио-материјалима итд.

## Сродне институције
Регионални центри за професионални развој запослених у образовању до сада су основани и у: Нишу, Чачку, Ужицу, Кикинди, Крушевцу, Шапцу, Лесковцу и Кањижи. Идеја водиља при одређивању локација за Центре била је децентрализација и регионализација образовања, али још важније је уважавање различитих потреба запослених у образовању у зависности од региона. Такође, организација обука/семинара у месту рада или непосредној близини знатно смањује трошкове усавршавања. Оснивање и рад центара једним делом финансира швајцарска Агенција за развој и сарадњу, а једним делом локална самоуправа.

## Сектори
Координацију рада регионалних центара врши Центар за професионални развој запослених у образовању при Заводу за унапређивање васпитања и образовања. Овај Центар састоји се од три сектора :
- Сектор за стручно усавршавање и напредовање,
- Сектор за приправништво и руковођење у образовању и васпитању и
- Сектор за осигурање квалитета програма стручног усавршавања.[1]

## Инфо
Више информација о Центру за професионални развој запослених у образовању и каталог акредитованих програма стручног усавршавања могу се наћи на интернет адреси Завода за унапређивање образовања и васпитања www.zuov.gov.rs.